# Rosshufkamm
Der Rosshufkamm ist ein Gebirgskamm der Venedigergruppe an der Grenze zwischen Österreich und Italien bzw. zwischen Osttirol (Tirol) und Südtirol. Höchster Gipfel des Rosshufkamms ist der Althausschneideturm (3275 m ü. A.). Der Rosshufkamm verdankt seinen Namen dem Hohen Rosshuf. Die Osttiroler Anteile der Kette liegen im Nationalpark Hohe Tauern, die in Südtirol befindlichen Gebiete sind im Naturpark Rieserferner-Ahrn unter Schutz gestellt.

## Lage
Der Rosshufkamm erstreckt sich westlich des sogenannten Venedigerstocks von Nordosten nach Westen. Er wird im Norden vom Ahrntal, im Südosten vom Umbaltal und im Südwesten vom Windtal begrenzt. Das Umbaltal bzw. die Isel bildet dabei die Grenze zum Maurerkamm im Südosten, das Ahrntal bzw. die Ahr die Grenze zum westlichen Tauernhauptkamm bzw. zur Reichenspitzgruppe. Im Nordosten des Rosshufkamms bildet die Dreiherrenspitze-Südwestgratscharte die Grenze zum Westlichen Tauernhauptkamm, südlich des Hohen Rosshufs zweigt am Hinteren Umbaltörl der Umbalkamm ab. Die Gipfel des Rosshufkamms liegen fast ausschließlich auf einer Kammlinie. Ausgehend von  der Dreiherrenspitze-Südwestgratscharte verläuft der Rosshufkamm zunächst über den Althausschneidturm, die Althausschneide und die Althausschneidspitze zunächst nach Südwesten bis zum Östlichen und zum Hohen Rosshuf. Hier zweigt nach Süden der Umbalkamm ab, während der Rosshufkamm über den Mittleren und Westlichen Rosshuf zum Großen und Kleinen Gamstod sowie zur Inneren und Äußeren Hohen Warte nach Westen verläuft. Vom Großen Gamstod zweigt zudem ein Südwestgrat ab, der zum Sauspitzl führt.
Die Kammlinie zwischen Althausschneidturm und Hohem Rosshuf bildet die Staatsgrenze zwischen Italien im Norden und Österreich im Süden. Die Gipfel westlich des Hohen Rosshufs liegen vollständig auf italienischem Staatsgebiet. Angrenzende Gemeinden sind Prägraten am Großvenediger auf österreichischer und Ahrntal auf italienischer Seite.

## Gletscher
In den Flanken des Rosshufkamms befinden sich zahlreiche Gletscher. Auf österreichischer Seite, südlich der Althausschneide befindet sich das Althauskees, der nordwestliche Teil des Umbalkees. Nördlich der Althausschneide auf italienischem Staatsgebiet liegt östlich das Innere und westlich das Äußere Lahner Kees. Nördlich des Großen Gamstod befindet sich zudem das Kerrakees, südlich zwischen Großem Gamstod und Hohem Rosshuf des Weiteren das Windtalkees.

## Gipfel
Bei der Benennung einiger Gipfel herrscht zwischen österreichischen und italienischen Karten sowie in der Literatur erhebliche Diskrepanz. Die teils verwirrenden Alternativnamen sind untenstehend ergänzt.
| - Achsel (2334 m ü. A.) - Achselkopf (2545 m ü. A.) - Althausschneidespitze (3226 m ü. A.) - Althausschneideturm (3275 m ü. A.) - Äußere Hohe Warte (2614 m ü. A.) - Großer Gamstod, auch Hohe Warte (3127 m ü. A.) - Hoher Rosshuf (3199 m ü. A.) | - Innere Hohe Warte, auch Sauspitze (2843 m ü. A.) - Kleiner Gamstod (3012 m ü. A.) - Mittlerer Rosshuf (3173 m ü. A.) - Östlicher Rosshuf (3165 m ü. A.) - Sauspitzl (2882 m ü. A.) - Westlicher Rosshuf (3143 m ü. A.) |